# 包涵体
包涵体（inclusion body）又称包含体，是用光学显微镜观察到细胞内被脂质膜所包围的无定形蛋白质、病毒粒子或其他成分的聚集颗粒。包涵体一般位于细胞质或细胞核，染色后呈异常染色区域，其来源可有多种模式，例如病毒在宿主细胞内形成的颗粒、宿主细胞受感染后的反应产物、生物储存营养物质的聚积处、神经退化性疾病产物的累积等等。
细胞破碎后，包涵体呈颗粒状，致密，低速离心就可以沉淀。包涵体难溶于水中，在变性剂溶液（如盐酸胍、脲）中才能溶解。在这些溶液中，溶解的蛋白质呈变性状态，即所有的氢键、疏水键全被破坏，疏水侧链完全暴露，但一级结构和共价键不被破坏。因此当除去变性剂时，一部分蛋白质可以自动折叠成具有活性的正确构型，这一折叠过程称为蛋白质的复性。
包涵体主要由蛋白质构成，其中大多是基因表达产物。这些基因表达产物没有生物活性。为此，欲获得天然活性态的目标产物，必需分离包涵体后，溶解包涵体并使其中的目标蛋白恢复应有的天然活性。所以，包涵体的出现不仅增加了生化工程师生物分离设计的难度，也为生物化学家的蛋白质折叠（protein folding）机理研究提出了新的课题。
重组DNA技术为大规模生产目标蛋白质提供了崭新的途径，开辟了现代生物技术发展的新纪元。但是，人们在分离纯化基因工程表达产物时遇到了意想不到的困难，很多利用大肠杆菌为宿主细胞的外源基因表达产物（如尿激酶、人胰岛素、人生长激素、白细胞介素－６、人γ－干扰素等）不仅不能分泌到细胞外、而且在细胞内凝聚成没有生物活性的固体颗粒，即包涵体。